# Kamelenmelkerij Smits
Kamelenmelkerij Smits est une entreprise laitière néerlandaise, productrice de lait de chamelle, originellement fondée à Cromvoirt en 2006 et implantée depuis 2010 dans le village de Berlicum dans le Brabant-Septentrional.

## Historique

### Origines
L’entreprise est fondée en 2006 par Frank Smits. Celui-ci est encouragé en ce sens par son père — le Dr Marcel Smits, neurologue à l’hôpital Gelderse Vallei d’Ede (nl) — qui décide conjointement de s’investir dans cette cause à titre de caution médicale. Pour ce faire, il recrute nombre de ses confrères et collègues hospitaliers afin d’investiguer en se penchant en détail sur les avantages prétendument salutaires revendiqués par nombre de spécialistes au regard de la consommation — régulière ou substitutive — de lait de chamelle.

### Localisation
Initialement démarrée à Cromvoirt près de Bois-le-Duc, la production s’implante à Berlicum en 2010,,.

### Cheptel
L’écurie se compose de dromadaires importés des îles Canaries. Sur les quelque 150 bêtes résidentes, seule une partie d’entre elles est régulièrement soumise à un processus de traite du lait biquotidienne effectuée à l’aide d’une machine à traire spécialement conçue par Frank Smits,,, assurant de facto, en novembre 2019, une production laitière estimée à environ 200 litres de lait par jour.
Des visites sur place ainsi que d’autres activités connexes sont régulièrement organisées par les tenanciers du lieu,.

### Spécificités
Unique laiterie de ce genre en Europe, son produit se trouve aussi le seul habilité à être légalement vendu au sein de l’Union européenne,. Le breuvage final y est proposé sous forme fraîche, congelée, en poudre, voire via d’autres produits dérivés de type alimentaire (chocolats, liqueurs) ou cosmétique (savons, crèmes de soin), tous à base du même composant.

### Écoulement
La production — sous forme de lait cru ou congelé — n’est pour l’instant disponible que sur place et dans certaines enseignes locales dédiées ou, alternativement, via commande en ligne livrable, selon la destination, par DPD ou DHL en colis express réfrigéré vers les Pays-Bas, le Royaume-Uni, la Belgique, l’Allemagne, l’Autriche, le Danemark, la France et la Suède. Les produits dérivés — tels que le lait en poudre, les cosmétiques ou le chocolat au lait de chamelle — peuvent être expédiés autant en Europe qu’hors UE,.